# Aéronef D.V.
Le projet d'aéronef D.V. (les initiales de ses inventeurs René Dreux et Paul Valentin, français résidant en Égypte) est, selon l'inventeur égyptien Camille Mansour Shakour, un projet d'aéronef de transport militaire devant pouvoir transporter des centaines d'hommes, voire des milliers, proposé durant la Première Guerre mondiale à l'Amirauté britannique, qui n'y donna pas suite.

## Concept
L'engin, de forme lenticulaire comme une soucoupe volante, est censé utiliser les propriétés d'un dirigeable tout en ayant la solidité et la vitesse d'un avion, pouvant aussi bien décoller à la verticale, qu'atterrir ou amerrir. Sa coque lenticulaire planante emporterait des ballons d'hydrogène et est muni en son centre d'une nacelle habitable. Il est propulsé par des hélices multiples situées en périphérie et qui le font tourner sur lui-même à la manière d'un disque et aurait un diamètre d'approximativement 100 mètres.

## Essais en soufflerie
Selon le journal Les Ailes du 8 avril 1950, les plans d'un tel aéronef ont été retrouvés dans les archives du laboratoire Eiffel, où les ingénieurs Dreux et Huzard (dont personne n'a encore retrouvé la trace) ont essayé en soufflerie trois maquettes en octobre 1925, septembre 1926 et août 1928 et qu'ils appellent « hélicoplane ».

## Soucoupes volantes
Selon le même Camille Shakour, les soucoupes volantes observées dans de nombreux pays à la fin des années 1940 pourraient avoir été construites en Allemagne d'après les plans de l'aéronef D.V..

## Photos

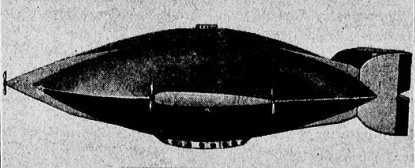
Hélicoplane (vue de côté)
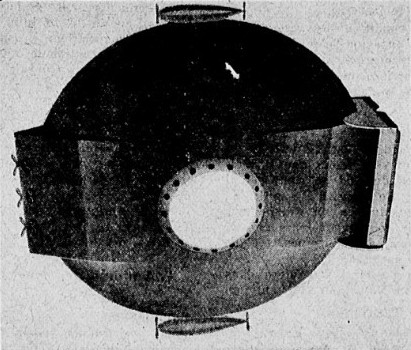
Hélicoplane (vue de dessous)